# Amstrad PCW 16
Amstrad PCW 16 (PCW 16) је професионални рачунар, производ фирме Амстрад (Amstrad) који је почео да се израђује у Уједињеном Краљевству током 1994. године.
Користио је Zilog Z80 A као централни микропроцесор а RAM меморија рачунара PCW 16 је имала капацитет од 1 MB DRAM + 1 MB Flash RAM. 
Као оперативни систем кориштен је Roseanne + CP/M 2.2.

## Детаљни подаци
Детаљнији подаци о рачунару PCW 16 су дати у табели испод.
|                       |                                                                |
| [ 1 ]                 |                                                                |
| Произвођач            | Амстрад                                                        |
| Тип                   | професионални рачунар                                          |
| Меморија              | 1 DRAM + 1 Flash RAM                                           |
| Поријекло             | Уједињено Краљевство                                           |
| Година                | 1994                                                           |
| Тастатура             | тастатура са пуним помаком тастера, PC-AT тип                  |
| Процесор              |                                                                |
| Фреквенција процесора | 16                                                             |
| RAM                   | 1 DRAM + 1 Flash RAM (ОС и уграђени софтвер)                   |
| ROM                   | непознато                                                      |
| Текст                 | битмап знакови                                                 |
| Графика               | 640 x 480 тачака                                               |
| Боја                  | монохроматски уграђени монитор                                 |
| Звук                  | 1 channel                                                      |
| Димензије             | 35.5 (висина) x 30 (дубина) x 31 (ширина) cm (главна јединица) |
| Портови               |                                                                |
| Оперативни систем     |                                                                |